# Бёрекчи, Мехмед Рифат
Мехмед Рифат Бёрекчи (тур. Mehmet Rifat Börekçi; 29 ноября 1860 — 5 марта 1941) — турецкий богослов. Первый глава управления по делам религий.

## Биография
Родился 29 ноября 1860 года в Анкаре. Там же получил школьное образование. После этого переехал в Стамбул, там его мударрисом стал Атыф-бей, он обучил Бёрекчи арабскому языку и исламским наукам.
Окончив обучение, Бёрекчи вернулся в Анкару и начал преподавать в медресе Фазлие. 10 октября 1898 года был назначен членом Апелляционного суда. 25 ноября 1908 года стал муфтием Анкары. В период войны за независимость Турции поддерживал Ататюрка.
Был избран в первый состав Великого национального собрания Турции от ила Мугла, но 27 октября 1920 года ушёл с поста. После создания управления по делам религий возглавил его, и руководил им вплоть до смерти 5 марта 1941 года.